# Bieg na orientację na Światowych Wojskowych Igrzyskach Sportowych 2011
Bieg na orientację na Światowych Wojskowych Igrzyskach Sportowych 2011 – zawody, które odbywały się w brazylijskim Rio de Janeiro w dniach 17 – 22 lipca 2011 roku podczas igrzysk wojskowych. Zawody odbyły się na obiektach Avelar Instruction Centre w Paty do Alferes.
Zawody były równocześnie traktowane jako 44 Wojskowe Mistrzostwa Świata w biegach na orientację.
Reprezentacja Polski wygrała klasyfikację medalową: zdobyła 6 medale, w tym 2 złote oraz 4 srebrne.

## Harmonogram
| Lipiec             | 16 So | 17 Ni | 18 Po | 19 Wt | 20 Śr | 21 Cz | 22 Pi | 23 So |
| ------------------ | ----- | ----- | ----- | ----- | ----- | ----- | ----- | ----- |
| Bieg na orientację |       |       |       | 2     | 4     |       | 2     |       |

Legenda
|  | Eliminacje |  | Finał (ilość) |

## Konkurencje
Kobiety
- indywidualnie (średni i długi dystans), drużynowo oraz sztafeta

Mężczyźni
- indywidualnie (średni i długi dystans), drużynowo oraz sztafeta

## Medaliści
| Konkurencja            | Złoto                                                                    | Złoto   | Srebro                                                                          | Srebro  | Brąz               | Brąz    |
| Konkurencja            | Drużyna / Zawodnik                                                       | Wynik   | Drużyna / Zawodnik                                                              | Wynik   | Drużyna / Zawodnik | Wynik   |
| Mężczyźni              |                                                                          |         |                                                                                 |         |                    |         |
| Bieg średniodystansowy | Simonas Kreptas                                                          | 24:13   | Gernot Kerschbaumer                                                             | 24:38   | Andreas Kyburz     | 24:52   |
| Bieg długodystansowy   | Gernot Kerschbaumer                                                      | 56:44   | Wojciech Kowalski                                                               | 58:08   | Raffael Hüber      | 58:33   |
| Sztafeta               | Polska · Wojciech Kowalski · Wojciech Dwojak · Mateusz Wensław           | 2:02:36 | Szwajcaria ·                                                                    | 2:03:04 | Estonia ·          | 2:03:07 |
| Drużynowa              | Szwajcaria ·                                                             |         | Polska · Wojciech Kowalski · Wojciech Dwojak · Mateusz Wensław · Marcin Richert |         | Litwa ·            |         |
| Kobiety                |                                                                          |         |                                                                                 |         |                    |         |
| Bieg średniodystansowy | Aija Skrastina                                                           | 23:43   | Daria Lajn                                                                      | 23:44   | Annika Rihma       | 25:39   |
| Bieg długodystansowy   | Sandra Pauzaite                                                          | 48:48   | Hanna Wiśniewska                                                                | 49:06   | Aija Skrastina     | 49:36   |
| Sztafeta               | Estonia ·                                                                | 1:50:27 | Litwa ·                                                                         | 1:56:48 | Brazylia ·         | 2:07:43 |
| Drużynowa              | Polska · Paulina Faron · Daria Lajn · Marlena Wieleba · Hanna Wiśniewska |         | Estonia ·                                                                       |         | Litwa ·            |         |

## Klasyfikacja medalowa
* Organizator zawodów został zaznaczony tym kolorem, Polskę oznaczono tekstem pogrubionym.
| Miejsce           | Reprezentacja     | Złoto | Srebro | Brąz | Razem |
| ----------------- | ----------------- | ----- | ------ | ---- | ----- |
| 1                 | Polska            | 2     | 4      | 0    | 6     |
| 2                 | Litwa             | 2     | 1      | 2    | 5     |
| 3                 | Estonia           | 1     | 1      | 2    | 4     |
| 3                 | Szwajcaria        | 1     | 1      | 2    | 4     |
| 5                 | Austria           | 1     | 1      | 0    | 2     |
| 6                 | Łotwa             | 1     | 0      | 1    | 2     |
| 7                 | Brazylia*         | 0     | 0      | 1    | 1     |
|                   |                   |       |        |      |       |
| Ogółem (7 państw) | Ogółem (7 państw) | 8     | 8      | 8    | 24    |

Źródło: